# Barbara Marten
Barbara Marten, née à Leeds en Angleterre, est une actrice britannique spécialisée dans les séries télévisées.

## Biographie
Sa carrière commence en 1986 avec le film El hombre que ganó la razón du réalisateur argentin Alejandro Agresti.

## Filmographie
- 1985-1989 : Brookside (série télévisée) : Margaret Jeffersonn
- 1986 : El hombre que ganó la razón
- 1987 : A Month in the Country : Mrs. Sykes
- 1988 : Screen Two (série télévisée) : Marlene
- 1988 : Christabel (téléfilm) : Freda
- 1988 : Ruth Rendell Mysteries (série télévisée) : Katharine Freeman
- 1989 : The Fifteen Streets (téléfilm) : Hannah Kelly
- 1989-1999 : Casualty (série télévisée) : Eve Montgomery / Tamara Redpath
- 1990 : Shoot to Kill (téléfilm) : Stella Stalker
- 1992 : In Suspicious Circumstances (série télévisée) : Mrs. Browning
- 1992 : The Life and Times of Henry Pratt (mini-série télévisée) : Ada Pratt
- 1993 : Love and Reason (mini-série télévisée) : Mel Lynch
- 1993-1995 : Harry (série télévisée) : Rita Salter
- 1995 : Band of Gold (série télévisée) : Mrs. Richards
- 1995 : Medics (série télévisée) : Barbara Lawson
- 1995-2006 : The Bill (série télévisée) : Laura Meadows / Barbara Dean / Joan Barnwood
- 1996 : Goodbye My Love : Jean Humphry
- 1997 : The Sherman Plays (série télévisée) : Gwen John
- 2000 : Where the Heart Is (série télévisée) : Frances Barrow
- 2000 : Badger (série télévisée) : Marie
- 2000 : Between Two Women (en) : Ellen Hardy
- 2000-2002 : Fat Friends (en) (série télévisée) : Liz Ashburn
- 2001 : Bob et Rose (Bob & Rose) (série télévisée) : Carol Cooper
- 2002 : A Is for Acid (en) (téléfilm) : Emily Haigh
- 2002 : Flesh and Blood (téléfilm) : Barbara
- 2003 : In Search of the Brontës (téléfilm) : Tabitha Aykroyd
- 2003 : The Debt (téléfilm) : Gwen Dresner
- 2005 : The Royal (série télévisée) : Thelma Parker, l'assistante de Matron
- 2005 : Faith (téléfilm) : Doreen
- 2005 : Rome (série télévisée) : Divinerner
- 2005 : EastEnders (série télévisée) : D.S. Haydon
- 2006 : Affaires non classées (Silent Witness) (série télévisée) : Mary Duncanan
- 2006 : Goldplated (en) (série télévisée) : Beth White
- 2007 : Inspecteurs associés (Dalziel and Pascoe) (série télévisée) : Louise Roach
- 2008 : Florence Nightingale (en) (téléfilm) : Mrs Nightingale
- 2008 : Mother, Mine (court-métrage) : Margaret
- 2008 : Heartbeat (en) (série télévisée) : Margaret Watson
- 2009 : Londres, police judiciaire (Law & Order: UK) (série télévisée) : Phillipa Keegan
- 2009 : The Street (série télévisée) : Nessa
- 2009 : Doctors (série télévisée) : Liz Frobisher
- 2009 : Meurtres en sommeil (Waking the Dead) (série télévisée) : Penny Cain
- 2010 : Capture Anthologies: Fables & Fairytales (vidéo) : Margaret Travis
- 2010 : A Passionate Woman (série télévisée) : Moira
- 2010 : 20:01 : Maggie
- 2011 : Walk Like a Panther (série télévisée) : Margaret Bolton
- 2011 : In with the Flynns (en) (série télévisée) : Mrs. Cooper
- 2012 : Public Enemies (en) (série télévisée) : Kathy Whiteley
- 2012 : Whitechapel (série télévisée) : Adelina Grace
- 2012 : Kidnap and Ransom (en) (série télévisée) : Janet Taylor
- 2012 : Les Enquêtes de Vera (Vera) (série télévisée) : Diane Barton
- 2013 : Frankie (en) (série télévisée) : Jean Winters
- 2013 : The Mill (mini-série télévisée) : Hannah Greg
- 2020 : The Turning
- 2021 : A Discovery of Witches (série télévisée) : Reine Elisabeth Ier

## Voix francophones
En France
- Blanche Ravalec[1] dans (les séries télévisées) :
  - Bob et Rose
  - The Devil's Hour (en)

Et aussi
- Martine Irzenski dans Whitechapel (série télévisée)
- Frédérique Cantrel dans Mrs Wilson (mini-série)
- Josiane Pinson dans Riviera (série télévisée)
- Françoise Pavy dans Sanctuary (série télévisée)
- Annie Sinigalia dans Dune: Prophecy (série télévisée)